# Катя Воденичарова
Катя Воденичарова е българска детска писателка, авторка на детска проза, театрални пиеси, текстове на детски песни.

## Биография
Катя Райкова Воденичарова е родена на 13 септември 1926 година в София. Завършва Класическия отдел на Втора девическа гимназия и висше образование в Софийския университет „Св. Климент Охридски“, специалност „Български език и литература“.
Работи 33 години в БНР – редакция „Детско-юношески предавания“ (19 години) и редакция „Хумор, сатира и забава“ (14 години). С нейното име са свързани популярни детски радиопредавания, като „Бате Райко Многознайко“, „Хоп Троп и Художникът Почти Вълшебник“, „Приказки за Радослав“, „Кафе с автограф“, „Дядовата ръкавичка“, „Хумористично ателие“, „Тромбата на Вили“.
Пише и на здравна тематика. През 1954 година пише книгата „Работата на Български червен кръст“ в съавторство с В. Войнова. През 1963 година излиза сборникът от художествени и научни четива „Разкази за здравето“ в съавторство с Васил Стоицев. През 1993 г., заедно с художника Теню Пиндарев, се включват в кръга съмишленици на списание „Социална медицина“ и двамата стават автори на множество къси трагикомични разкази и злободневни карикатури. През 2008 година Научното дружество по социална медицина издава книжка, събрала 22 разказа на Катя Воденичарова и 33 карикатури на Теню Пиндарев, под заглавие „Случки и смешки за разни болежки“, която получава награда на Националния литературен конкурс на медицинска тема за творби на автори немедици.

## Творчество
Катя Воденичарова е автор на:
- 8 радиопиеси
- 6 куклени пиеси
- 8 театрални пиеси
  - „Една чанта мечти“
  - 1960: „Внезапна проверка“
  - 1982: „Момчето, от което вдигнаха ръце“
  - 1986: „Два картофа и шише лимонада“
  - 1987: „Приказка за еди-кой си“
- 8 телевизионни пиеси и филми
  - 1987: „Не се мотай в краката ми“
- Над 10 книги – повести и разкази:
  - 1962: „В първи клас“
  - 1964: „Янка, бабино момиче“
  - 1965: „Момче-юначе“
  - 1970: „Приказка за Радослав“
  - 1967: „Хоп Троп“
  - 1971: „Артистът от нашата улица“
  - 1979: „Един метър над земята“
  - 1988: „Чочко тръгва по света“
  - 1996: „Ела, Мони, изяж ме!“
  - 2007: „Следвай ме, бабо!“, ИК „Жанет 45“
  - 2008: „Случки и смешки за разни болежки“
  - 2008: „Торта на патерица“, ИК „Жанет 45“
  - 2015: „Весели случки с внуци и внучки“, ИК „Български писател“[5]

## Награди
- 1987 – „Златна ракла“ на едноименния телевизионен фестивал[4]
- 2006 – „Златна ракла“ на едноименния телевизионен фестивал[4]
- 2006 – Национална награда „Константин Константинов“ за цялостен принос.[3]
- 2008, 2 април – Национална награда „Петко Р. Славейков“ за цялостен принос в литературата за деца за 2007 година[3]